# Pharmacus montanus
Pharmacus montanus är en insektsart som beskrevs av Francois Jules Pictet de la Rive och Henri Saussure 1893. Pharmacus montanus ingår i släktet Pharmacus och familjen grottvårtbitare. Inga underarter finns listade i Catalogue of Life.